# نهائي كأس الكؤوس الأوروبية 1989
نهائي كأس الكؤوس الأوروبية 1989 جمعت المباراة النهائية في نسخة 1989 في بطولة كأس الكؤوس الأوروبية ناديً برشلونة الإسباني وسمبدوريا الإيطالي وتمكن نادي برشلونة من الفوز بنتيجة 2-0 وتحقيق اللقب الثالث له في اطار البطولة.

## التفاصيل
| برشلونة                                                  | 2–0      | سمبدوريا              |
| -------------------------------------------------------- | -------- | --------------------- |
| خوليو ساليناس 4' · لويس لوبيز 80' · المدرب · يوهان كرويف | التفاصيل | المدرب فويادين بوشكوف |

| برشلونة | سمبدوريا |